# Carlota Ulloa
Carlota Ulloa Bercher (Santiago, Chile, 3 de marzo de 1944-Santiago, Chile, 1 de septiembre de 2021), fue una atleta chilena integrante de la selección nacional que participó en los V Juegos Panamericanos del año 1967, realizados en Winnipeg, Canadá y también en los XIX Juegos Olímpicos de México 1968. 
Destacó en las pruebas de: 80 m con valla, Salto Largo, y Pentatlón.
Asimismo en forma esporádica compitió en 100 m planos, Salto de altura y en Posta 4 × 100 m.

## Biografía
Siendo aún estudiante del Liceo Francés, con los 15 años debutó como atleta en Club Colo-Colo. Su primera competencia, como juvenil, fue el 28 de marzo de 1960, ganando el Salto Largo, con un registro de 4,10 y segunda en 80 m con valla.
Al siguiente año 1961 durante el mes de julio compite en el Torneo de Atletismo para juveniles de la Asociación Santiago, en el cual destaca como nueva figura, de promisoria condiciones. Además se le describe como una niña animosa y combativa. Sus registros fueron de:  12.7 en 75 vallas; 13.7 en 100 m, y 4,36 m en salto largo. El mismo año compite como seleccionada nacional en la “II Competencias Sudamericana de Colegios” ganando medalla de plata en los 100 m planos.   A fin de año forma parte de la nómina de un contingente femenino infantil y juvenil con un futuro promisorio.
En 1962, siempre con la camiseta alba, comienza su exitosa trayectoria batiendo récords, en el mes de julio igualó (empató) el récord de Chile Juvenil de los 80 m con vallas que lo poseía Marisol Massot.  En el mes de agosto la atleta registra dos nuevos récords juveniles: de 5.02 m a 5.16 m en Salto Largo y de 12’’7 a 12’’6 en 80 m con vallas. Al siguiente mes en el torneo clasificatorio para los Juegos Iberoamericanos, Carlota Ulloa, bate el récord chileno juvenil de salto largo, registrando la marca de 5,27 m
Desde el inicio del año 1963 acentúa su actividad atlética figurando constantemente en el registro de los primeros lugares. En el mes de enero ganó los 100 m con 13’’1 y el Salto Largo con 4,82 m.  En abril, en el Torneo Interclubes “Guillermo García Huidobro”, se hace notar por el progreso de sus marcas: 12,3 en 80 vallas y 12,7 en 100 m.  En el Campeonato Nacional de Atletismo, realizado ese mismo mes, ganó tres pruebas: 12 s en 80 m vallas, 12,5 en 100 m, y 5.21 en salto largo, triple campeona.  En la misma crónica se informa que en la competencia de damas el campeón fue la Asociación Valparaíso y subcampeón ”Colo-Colo que tiene su estrella en Carlota Ulloa”.  
En la nómina del “Ranking Atlético para 1963”, publicado en el mes de septiembre Carlota aparecen con los siguientes registros
- Primer lugar 100 m planos con 12”5
- Primer lugar 80 m vallas con 12”0
- Segundo lugar Salto largo con 5,26 m

En el Balance 1963 figura en el primer lugar en 80 m valla con 12”0 y en Salto Largo con 5,3 m en el segundo lugar en 100 m planos con 12”5 y en tercer lugar en 200 m planos con 27”2. Los dos primeros lugares forman parte de las mejores marcas del año.
El año 1964 lo desarrolla compitiendo con la finalidad de optimizar sus marcas, las mejores las logra en el Nacional de Atletismo, realizado en el mes de abril en cuya nómina de ganadores la joven atleta registró 11”9 en los 80 m valla y 5,38 m en salto largo.   Lo mejor en el último torneo efectuado el 12 y 13 de diciembre, el atletismo despidió el año con cuatro nuevos récords, Carlota batió el récord de Pentatlón en damas, superando, después de casi 7 años, los 2.571 puntos, correspondiente el registro vigente desde el 28/29 de enero de 1958 establecido por la atleta Betty Kretschmer.  La atleta alba dejó el registro en 3995 puntos.  Finalmente, al finalizar el año, Carlota Ulloa junto con Eliana Gaete (U Católica) fueron distinguidas por la Federación Atlética de Chile como las figuras señeras (ejemplares) del atletismo femenino nacional en 1964.
El año 1965, uno de los más brillante en su carrera deportiva, sucesivamente fue ganando variadas pruebas en los distintos torneos:
- Primer torneo atlético de verano ganadora de los 100 m planos con 12”3, en los 200 m planos con 25”5 y en los 80 m valla con 12”.[17]
- En el segundo torneo realizado en Puchacay, triunfa en cinco pruebas: 100 m – 200 m – 80 m vallas  - Salto de altura y la Posta 4x100.[18]
- En el siguiente torneo durante el mismo mes, triunfa en cuatro competencias: 100 m planos – Salto Largo – Posta 4x100 y Posta 4x200.[19]
- En la competencia del 17 de marzo, Carlota bate el récord chileno de Salto Largo que ostentaba la atleta sureña Lisa Peters con 5,65 m desde diciembre de 1952. El nuevo récord establecido por la atleta alba es de 5,69 m[20]
- En el campeonato nacional en el mes de abril, triple campeona: en 80 m valla con registro de 11”.8, en 100 m planos con 12”.5 y en Salto Largo con 5,41 m[21]
- Durante el mes de mayo, compite en el Campeonato Sudamericano que se efectuó en Río de Janeiro, Brasil. Tres medallas, oro en Salto Largo, Plata en 80 m vallas y bronce en la Posta 4x100.

La revista “Rincón Juvenil” dedicada al espectáculo artístico en plena época de la Nueva ola chilena, publica una reseña de la juvenil atleta, destacando la campaña cumplida en el Sudamericano, donde además de sus tres medallas, se hizo acreedora al premio de “Reina de la Simpatía” o “Miss Sonrisa”.  A mediado del año, mes de junio, en el ranking nacional semestral, la atleta alba figura en el primer lugar de las pruebas de: 100 m planos, 200 m planos, 80 m con vallas y Salto Largo.  En el mes de octubre en el “Torneo Atlético Guillermo García Huidobro”, registró 11.8 en los 80 m con vallas, que resultó ser la mejor marca de la competencia.  Lo más importante del año vendría este mismo mes, durante el desarrollo en Torneo Internacional, que contó con la participación de una delegación atlética alemana, Carlota Ulloa se impuso en dos pruebas con nuevos récords de Chile: Salto Largo y 80 m con vallas, el primero el día sábado 23 y el segundo el domingo 24.  El año 1966 competencias a modo de preparación para los torneos internacionales del próximo año, Sudamericano en Argentina y Panamericano en Canadá. En mayo los primera jornada de los “I Juegos Deportivos Chile-Perú”, efectuados en Lima, Perú, Carlota Ulloa vencedora en los 80 m con vallas, con un registro de 11”6.  En octubre durante el desarrollo de la segunda parte de los “I Juegos Deportivos Chile-Perú”, efectuado en Santiago, Carlota Ulloa formando parte del equipo de relevos de Chile integrado además por Marisol Massot, Mabel Camprubi y María Cristina Ducci, baten el récord de la Posta 4X 100 m, con un tiempo de 48”0, reemplazando al registro anterior de 48”4, vigente desde el 25 de abril de 1954.
En octubre el Campeonato Nacional de Atletismo, vencedora en 80 m vallas y Salto Largo.  En octubre como preparación para los Juegos Olímpicos de México 1968 se efectúa un torneo atlético denominado “Astros Mundiales de Atletismo” que contó con la participación de atletas de Alemania, Checoslovaquia, España, Francia, Estados Unidos, Polonia, Argentina, Colombia y Perú.  Destacaron los atletas Rosa Molina, Cristina Ducci, Santiago Gordón, Iván Moreno y Carlota Ulloa.
La Revista Estadio en su edición Especial de Bodas de Plata, “25 años”, publicada el 19 de diciembre de 1966, en el capítulo dedicado al atletismo femenino, termina su revisión detallando  “Ya dijimos que cada época tuvo su estrella refulgente. Esta de hoy no podía ser la excepción y tiene un nombre con sonoridad de campana de bronce, llamada a brillar aún más todavía, con la velocidad y sus brincos de gacela : Carlota Ulloa.” 
Al cierre del año en el ranking nacional la atleta colocolina figura en:
- Primer lugar 80 m vallas con 11”3
- Primer lugar Salto Largo con 5,65 m
- Tercer lugar Salto de altura con 1,45 m

El Círculo de Periodistas Deportivos de Chile nominó a la atleta alba, Carlota Ulloa, como la “Mejor Deportista del Atletismo 1966”.
El inicio del año 1967 la sorprende preparándose para los V Juegos Panamericanos de Winnipeg en Canadá, recuperándose de una lesión.  Al cierre del año en la Tabla de Primados Chilenos en Atletismo Damas Carlota Ulloa mantiene sus tres marcas:
- En 80 m vallas, con 11”1, marca del año y empate récord sudamericano.[31]
- En Salto Largo, con 5,74 m (marca año 1965)
- En Pentatlón, con 3.999 (marca año 1964)

Al término del año se disuelve la rama atlética de Colo-Colo y sus atletas pasan a otros equipos, Carlota Ulloa ingresa al club atlético de la Universidad Técnica del Estado.
En marzo de 1968, Carlota junto con otros cuatro atletas de elite, viajan a Colonia, Alemania, para entrenar en la Escuela Nacional de Deportes como preparación para los juegos olímpicos de México.  En el mes de agosto informaciones desde Alemania relataban que Carlota Ulloa registró 11”3 en los 80 m con vallas, asegurando su participación en México.  En la competencia olímpica llegó en cuarto lugar con un registro de 11”5.  De regreso en el mes de noviembre disputa el nacional atlético en Valparaíso. Carlota gana los 80 m con vallas con un tiempo de 11”8.  En el segundo torneo del mismo mes gana la misma prueba mejorando su tiempo a 11”5.
En siguiente año, 1969, con miras al próximo sudamericano la atleta reaparece en el mes de agosto, en el torneo atlético “Cuadrangular Interclubes”, ganando los 80 m con vallas con un tiempo de 11”7.  Preparándose en Pentatlón registró, en el primer torneo del mes de septiembre, 3.907 puntos, muy cercano al récord nacional que ella lo ostenta desde el año 1964.
En el Campeonato Sudamericano de Atletismo (XXV de Varones y XV de Damas), efectuado en Quito – Ecuador, Carlota Ulloa campeona y plusmarquista sudamericana, y también nacional, en los 80 m con vallas.  Así mismo batió el récord nacional de pentatlón con 4.107 puntos, clasificando en tercer lugar.
La reglamentación internacional modificó la prueba de los 80 m con vallas, aumentando la distancia a 100 m y también de las vallas, así que el récord de Carlota quedó en la historia. 
A fines del mes de octubre de 1970 durante el certamen correspondiente al Nacional de Atletismo, fue batido el récord que mantenía Carlota Ulloa en el Salto Largo desde octubre de 1965 con la marca de 5,74 m . La atleta Silvia Kinzel del Club Manquehue registró 5,78 m .
En el Campeonato Sudamericano de 1974, el cuarteto formado por las atletas Aurora Sáenz, M Pérez, Leslie Cooper y Victoria Roa, empataron el récord nacional de 48”0 logrado en septiembre de 1964 por un equipo que incluía a Carlota Ulloa.
El 21 de abril de 1974 Beatriz Arancibia de Viña del Mar batió el récord nacional de Pentatlón, reemplazando la marca establecida por Carlota Ulloa en octubre de 1969.  
En diciembre de 2006 la prensa informaba sobre la donación de un óleo de la pista de Colina a la Fuerza Aérea. La obra fue entregada por su propia creadora, doña Carlota Ulloa Bercher, quien tras un difícil estado de salud decidió dedicarse a la policromía, la pintura mayólica, el vidrio y la porcelana, donde encuentra un mundo de creación y color. Así mismo al año siguiente se anunciaba que sus obras se expondrían en el Hall de Decanato de la Facultad de Medicina entre el 15 y el 31 de agosto de 2007.
Fallece el 1 de septiembre de 2021.

### Selección nacional
Fue internacional con la Selección Nacional de Atletismo Femenino de Chile, desde juvenil, año 1961, obteniendo medallas de oro, plata y bronce en distintos torneos sudamericanos: - Río de Janeiro (Brasil) en 1965 - Buenos Aires (Argentina) en 1967 - Quito (Ecuador) en 1969.  
Así mismo concurrió a los “ V Juegos Panamericanos ” realizados en 1967 en Winnipeg, Canadá. Su mejor desempeño lo cumplió en los 80 m vallas ocupando el cuarto lugar con un tiempo de 11”.1, empate récord sudamericano y récord nacional.
También compitió en los “XIX Juegos Olímpicos” efectuados en Ciudad de México en 1968. Registró 11”5 en la competencia olímpica y llegó en cuarto lugar.

## Estadísticas

### Clubes
| Club                           | País  | Año         |
| ------------------------------ | ----- | ----------- |
| Colo-Colo (Rama Atletismo)     | Chile | 1961 – 1967 |
| Universidad Técnica del Estado | Chile | 1968 – 1970 |

## Palmarés

### Récords nacionales
| Fecha           | Institución     | Prueba               | Marca Récord | Fecha récord anterior | Marca récord anterior | Atleta                                                       |
| --------------- | --------------- | -------------------- | ------------ | --------------------- | --------------------- | ------------------------------------------------------------ |
| 12 y 13.12.1964 | Colo-Colo       | Pentatlón            | 3.995 puntos | 28 y 29.01.1958       | 2.571 puntos          | Betty Kretschmer                                             |
| 23.03.1965      | Colo-Colo       | Salto Largo          | 5,69 m       | 21.12.1952            | 5,65 m                | Lisa Peters                                                  |
| 23.10.1965      | Colo-Colo       | Salto Largo          | 5,74 m       | 23.03.1965            | 5,69 m                | Carlota Ulloa                                                |
| 24.10.1965      | Colo-Colo       | 80 m valla           | 11”5         | 02.03.1951            | 11”6                  | Eliana Gaete                                                 |
| 24.09.1966      | Selección Chile | Posta (Relevo) 4x100 | 48”          | 25.04.1954            | 48”4                  | Aurora Bianchi, Elda Salamé, Eliana Gaete y Betty Krestchmer |
| 05.08.1967      | Selección Chile | 80 m valla           | 11”1         | 24.10.1965            | 11”5                  | Carlota Ulloa                                                |
| 05.10.1969      | Selección Chile | 80 m valla           | 11”          | 05.08.1967            | 11”1                  | Carlota Ulloa                                                |
| xx.10.1969      | Selección Chile | Pentatlón            | 4.107 puntos | 12 y 13.12.1964       | 3.995 puntos          | Carlota Ulloa                                                |

### Distinciones individuales
| Distinción                                                                    | Año  |
| ----------------------------------------------------------------------------- | ---- |
| ”Figura señera Atletismo Femenino” – Federación Atlética de Chile             | 1964 |
| ”Miss Simpatía” Sudamericano Río de Janeiro                                   | 1965 |
| ”Mejor Deportista del Atletismo” – Círculo de Periodistas Deportivos de Chile | 1966 |